# Célestin Mautaint
Célestin ou Céleste Mautaint (Loigné-sur-Mayenne, 10 juillet 1899 - Laval, 22 février 1949) est un résistant français, emblématique de la résistance à l'occupation dans l'Orne. Il est né en Mayenne dans une famille d'instituteurs, il est commerçant à Flers. 

## Biographie
Ancien combattant de la Première Guerre mondiale, pendant l'entre-deux-guerres, il devient commerçant à Flers. Militant du Front populaire, il s'occupe des œuvres post-scolaires de l'amicale laïque de Flers.
Combattant en 1939-1940, il rejoint le mouvement de résistance intérieure : Libération-Nord. Il fait fonction de boîte aux lettres pour la passation des consignes entre Henri Laforest et les groupes placés sous sa responsabilité. Il distribue La Flamme. 
Il est arrêté le 1er mars 1944 à Flers. Interné à Alençon, puis à Compiègne, il est déporté en juin 1944 à Neuengamme. Transféré au camp de Sachsenhausen, au Kommando de Falkensee, il est libéré en avril 1945 par l'Armée rouge. Élu adjoint au maire sur la liste de la démocratie socialiste, lors des élections municipales d'octobre 1947, il meurt en 1949.
Une rue de Flers porte son nom.